# Reason Why
Reason Why è un singolo del gruppo musicale statunitense Sleepthief, il secondo estratto dall'album Labyrinthine Heart, pubblicato il 23 marzo 2010.
Il video è stato girato nel Tabernacolo di Provo, nello Utah, andato distrutto per un incendio nel dicembre 2010.
Assieme a vari remix, il singolo contiene anche la traccia Asunder, cantata dal duo neoclassico-celtico Mirabilis.
La traccia, così come il resto della discografia, non è in vendita su ITunes da qualche settimana. È disponibile solo nello store del sito ufficiale.

## Tracce
1. Reason Why – 4:25
2. Reason Why (Blue Stone Remix) – 5:10
3. Reason Why (Chris Brush Mix) – 4:39
4. Reason Why (Bryan El Mix) – 4:23
5. Asunder – 4:07